# Новоселля (Опочецький район)
Новоселля (рос. Новоселье) — присілок в Опочецькому районі Псковської області Російської Федерації.
Населення становить 9 осіб. Входить до складу муніципального утворення Пригородна волость.

## Історія
Від 2015 року входить до складу муніципального утворення Пригородна волость.

## Населення
| 2001 | 2002 | 2010 | 2013 | 2014 | 2015 | 2016 |
| ---- | ---- | ---- | ---- | ---- | ---- | ---- |
| 20   | ↘0   | →0   | ↗10  | →10  | →10  | ↘9   |